# مسقف كافوري
مسقف كافوري على مربعات وخشب، المربعات أو المربوعات في مصطلح النجارين هي البراطيم أو الكتل الخشبية الممتدة بين الحائطين وكانت تغلف عادة بفروخ من الخشب الرقيق المزخرف برسومات عربية، والكافوري نوع من الدهان يشبه خشب الكافور في بياضه بعد معالجته كيماوياً، ومعنى المصطلح سقف من الخشب المدهون بالزخارف التي تشبه لون خشب الكافور والمحمول على براطيم مغلفة بالخشب الرقيق بين الحائطين.